# Модификоване Беселове функције
Модификоване Беселове функције {\displaystyle I_{\alpha }(x)} и {\displaystyle K_{\alpha }(x)} представљају решења измењене Беселове диференцијалне једначине:
{\displaystyle x^{2}{\frac {d^{2}y}{dx^{2}}}+x{\frac {dy}{dx}}-(x^{2}+\alpha ^{2})y=0.}

## Основне функције
Модификована Беселова диференцијална једначина добија се ако се у Беселовој диференцијалној једначини:
{\displaystyle x^{2}{\frac {d^{2}y}{dx^{2}}}+x{\frac {dy}{dx}}+(x^{2}-\nu ^{2})y=0}
замени реално {\displaystyle \ x} са имагинарним {\displaystyle \ ix}, тако да се добија 
{\displaystyle x^{2}{\frac {d^{2}y}{dx^{2}}}+x{\frac {dy}{dx}}-(x^{2}+\nu ^{2})y=0,\qquad }
Ако {\displaystyle ~\nu } није цели број онда {\displaystyle ~J_{\nu }(ix)} и {\displaystyle ~J_{-\nu }(ix)} представљају два линерано независна решења једначине. Иначе {\displaystyle ~J_{\nu }(x)} представља стандардну Беселову функцију. Међутим чешће се користи функција:
{\displaystyle I_{\nu }(x)=i^{-n}\,J_{\nu }(ix)=\sum _{k=0}^{\infty }{\frac {\left({\dfrac {x}{2}}\right)^{2k+\nu }}{k!\Gamma (k+\nu +1)}}} и {\displaystyle ~I_{-\nu }(x).}
Називају их модификованим Беселовим функцијама првога реда или Инфелдовим функцијама.
Решење модификоване Беселове функције је и функција:
{\displaystyle ~K_{\nu }(x)={\frac {\pi }{2\sin \nu \pi }}{\biggl [}I_{\nu }(x)-I_{-\nu }(x){\biggr ]}}
коју називају модификованом Беселовом функцијом другога реда или Макдоналдовом функцијом.

## Рекурзивне релације

### Рекурзивне релације за модификоване функције првога реда
{\displaystyle ~\left({\frac {d}{zdz}}\right)^{m}{\Bigl [}z^{\nu }I_{\nu }(z){\Bigr ]}=z^{\nu -m}I_{\nu -m}(z).}
{\displaystyle ~\left({\frac {d}{zdz}}\right)^{m}{\Bigl [}z^{-\nu }I_{\nu }(z){\Bigr ]}=z^{-\nu -m}I_{\nu +m}(z).}
{\displaystyle ~I_{\nu -1}(z)-I_{\nu +1}(z)=2\nu z^{-1}I_{\nu }(z).}
{\displaystyle ~I_{\nu -1}(z)+I_{\nu +1}(z)=2I'_{\nu }(z).}

### Рекурзивне релације за модификоване функције другога реда
{\displaystyle ~\left({\frac {d}{zdz}}\right)^{m}{\Bigl [}z^{\nu }K_{\nu }(z){\Bigr ]}=(-1)^{m}z^{\nu -m}K_{\nu -m}(z).}
{\displaystyle ~\left({\frac {d}{zdz}}\right)^{m}{\Bigl [}z^{-\nu }K_{\nu }(z){\Bigr ]}=(-1)^{m}z^{-\nu -m}K_{\nu +m}(z).}
{\displaystyle ~K_{\nu -1}(z)-K_{\nu +1}(z)=-2\nu z^{-1}K_{\nu }(z).}
{\displaystyle ~K_{\nu -1}(z)+K_{\nu +1}(z)=-2K'_{\nu }(z).}

### Вронскијан
{\displaystyle W\left[I_{\nu }(z),I_{-\nu }(z)\right]=-{\frac {2\sin(\nu \pi )}{\pi z}}.}
{\displaystyle W\left[I_{\nu }(z),K_{\nu }(z)\right]=-z^{-1}.}

## Интегрални приказ

### Интегрални приказ модификованих функција првога реда
{\displaystyle I_{\nu }(z)={\frac {2^{-\nu }z^{\nu }}{{\sqrt {\pi }}\Gamma (\nu +{\frac {1}{2}})}}\int _{0}^{\pi }e^{z\cos t}\left(\sin t\right)^{2\nu }dt,\qquad Re(\nu )>-{\frac {1}{2}},\Gamma (z)} — гама функција.
{\displaystyle I_{\nu }(z)={\frac {2^{1-\nu }z^{\nu }}{{\sqrt {\pi }}\Gamma (\nu +{\frac {1}{2}})}}\int _{0}^{1}(1-t^{2})^{\nu -{\frac {1}{2}}}\cosh(zt)dt,\qquad Re(\nu )>-{\frac {1}{2}}.}
{\displaystyle I_{\nu }(z)={\frac {2^{-\nu }z^{\nu }}{{\sqrt {\pi }}\Gamma (\nu +{\frac {1}{2}})}}\int _{-1}^{1}(1-t^{2})^{\nu -{\frac {1}{2}}}e^{-zt}dt,\qquad Re(\nu )>-{\frac {1}{2}}.}
{\displaystyle I_{n}(z)={\frac {1}{\pi }}\int _{0}^{\pi }e^{z\cos t}\cos(nt)dt,\qquad n\in \mathbb {Z} ,Re(z)>0.}

### Интегрални приказ модификованих функција другога реда
{\displaystyle {{K}_{\nu }}(z)=\int _{0}^{\infty }{{e}^{-z\cosh t}}\cosh(\nu t)dt,\qquad |Arg(z)|<{\frac {\pi }{2}}.}
{\displaystyle {{K}_{\nu }}(z)={\frac {{\sqrt {\pi }}{{\left({\frac {z}{2}}\right)}^{\nu }}}{\Gamma (\nu +{\frac {1}{2}})}}\int _{1}^{\infty }{{({{t}^{2}}-1)}^{\nu -{\frac {1}{2}}}}{{e}^{-zt}}dt,\qquad Re(\nu )>-{\frac {1}{2}},|Arg(z)|<{\frac {\pi }{2}}.}
{\displaystyle {{K}_{\nu }}(z)={\frac {{\sqrt {\pi }}{{\left({\frac {z}{2}}\right)}^{\nu }}}{\Gamma (\nu +{\frac {1}{2}})}}\int _{0}^{\infty }{{e}^{-z\cosh t}}{{\left(\sinh t\right)}^{2\nu }}dt,\qquad Re(\nu )>-{\frac {1}{2}},|Arg(z)|<{\frac {\pi }{2}}.}

## Асимптотски облик
{\displaystyle I_{\nu }(z)\varpropto {\frac {e^{z}}{\sqrt {2\pi z}}}\left(1+O\left({\frac {1}{z}}\right)\right),\qquad \left|Arg(z)\right|<{\frac {\pi }{2}},\left|z\right|\to \infty .}
{\displaystyle K_{\nu }(z)\varpropto {\sqrt {\frac {\pi }{2}}}{\frac {e^{-z}}{\sqrt {z}}}\left(1+O\left({\frac {1}{z}}\right)\right),\qquad \left|z\right|\to \infty .}